# 1577

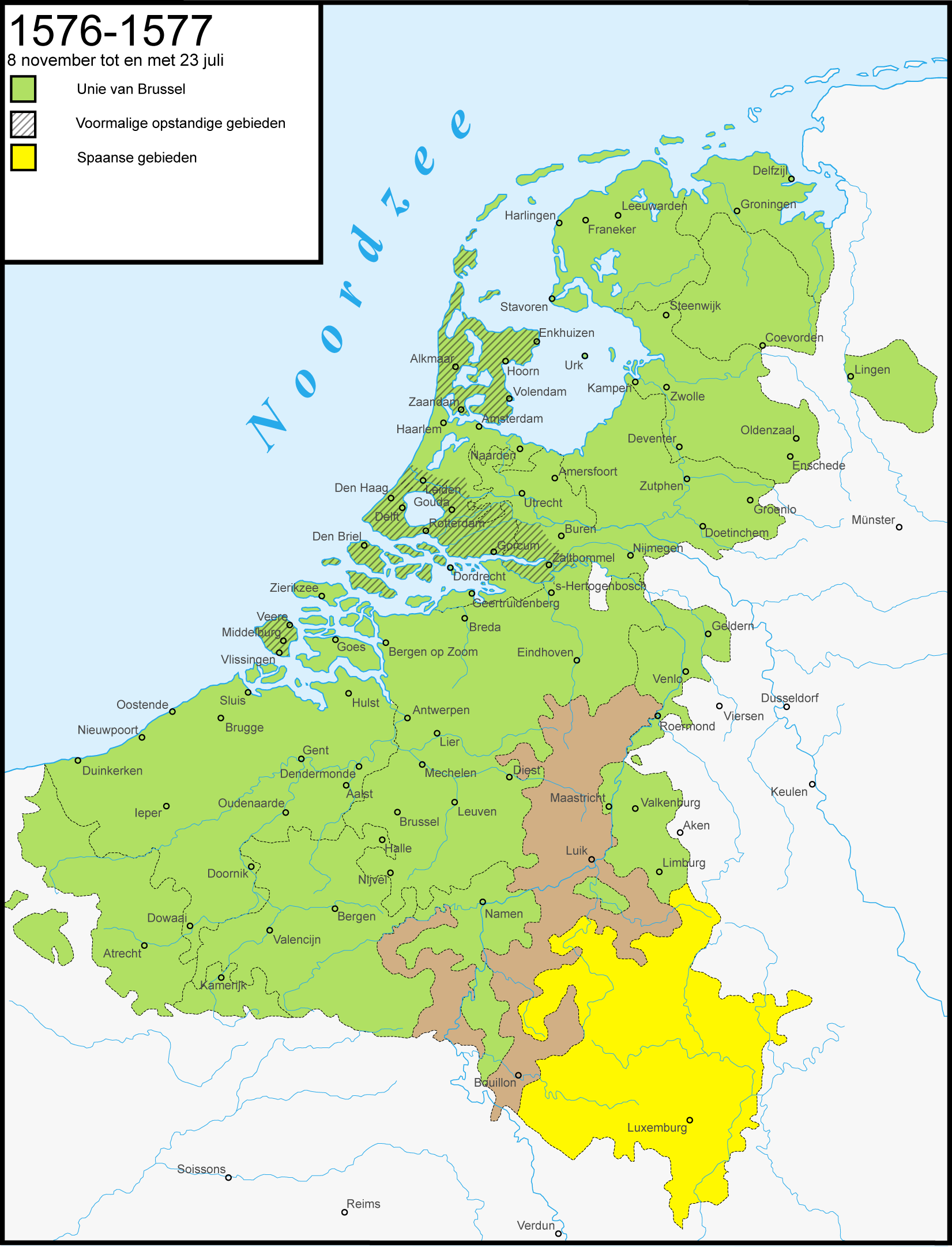
De Nederlandse Opstand in 1577

Het jaar 1577 is het 77e jaar in de 16e eeuw volgens de christelijke jaartelling.

## Gebeurtenissen
januari
- 7 - Ratificatie van de Pacificatie van Gent, de onderlinge vrede tussen de noordelijke en zuidelijke gewesten van de Nederlanden, ook bekend als de zogenaamde Eerste Unie door de Staten-Generaal te Brussel.

februari
- 11 - De graaf van Bossu verslaat met Utrechtse burgervendels de Utrechtse Vredenburg na een zeven weeks beleg tijdens het beleg van Vredenburg.
- 12 - Don Juan van Oostenrijk vaardigt het Eeuwig Edict uit in Marche-en-Famenne. De Spaanse troepen zullen worden teruggeroepen en de Staten zullen zelf het katholicisme handhaven.
- februari - De nieuwe stadhouder van de noordelijke gewesten, Rennenberg, verleent de Groningers toestemming om de citadel te slopen. De stadswal wordt hersteld.

maart
- 15 - Het Waalse garnizoen verlaat de stad Groningen, waarna onder de bevolking wordt feestgevierd. Daarbij brandt de top van de Martinitoren af.

april
- 6 - Filips II ondertekent de Unie van Brussel, een vredesverdrag van alle Nederlandse gewesten, na onderhandelingen tussen Willem van Oranje en aartshertog Matthias van Oostenrijk, die door de Zuidelijke Nederlanden als hun landvoogd benoemd was.

mei
- 2 - Utrechtse burgers beginnen, Trijn van de Leemput voorop, de gehate Vredenburg af te breken.
- 10 - Don Juan van Oostenrijk houdt zijn plechtige intrede in Brussel.

juli
- 20 In Venetië wordt een processie gehouden als dank voor het einde van de pestepidemie. Deze processie wordt een jaarlijkse traditie.
- 24 - Don Juan valt de stad Namen aan, waarmee een einde komt aan de Unie van Brussel. Na deze aanval erkennen de gewesten niet langer Don Juan als hun landvoogd en vragen ze Matthias van Oostenrijk zijn plaats in te nemen.

augustus
- 2 - Inname van de Citadel van Antwerpen door Filips de Zoete namens Willem van Oranje.

september
- 1 - Begonnen wordt met de afbraak van kasteel Gendt.
- 11 - De 81-jarige Sebastiano Veniero, overwinnaar bij Lepanto, wordt gekozen tot doge van Venetië.
- 13 - Fréderic Perrenot neemt Bergen op Zoom in.
- 20 - Filips, hertog van Aarschot, wordt door de Staten-Generaal benoemd tot stadhouder van Vlaanderen. Dit is echter een doorn in het oog van onder andere de calvinistische Gentse bourgeoisie.

oktober
- 9 - De Staten van Utrecht erkennen Willem van Oranje als stadhouder.
- 15 - Filips II krijgt de pauselijke machtiging van Gregorius XIII om de leden van de Orde van het Gulden Vlies voortaan eigenmachtig te benoemen. Daarmee komt een einde aan het recht van coöptatie door de vliesridders.  .
- 28 - Radicale calvinisten grijpen de macht in Gent en stichten de Gentse Republiek. Tijdens de schermutselingen in de stad kunnen de calvinisten de hertog van Aarschot gevangennemen.

november
- 1 - De Statenleden van de Groninger Ommelanden worden op last van de Groninger stadsregering gevangengenomen.
- 10 - Aarschot legt het stadhouderschap van Vlaanderen neer.
- 23 - De Watergeuzen proberen met een legertje van veertig man onder leiding van Herman Helling en Nicolaas Ruikhaver Amsterdam te veroveren. De aanslag op Amsterdam mislukt omdat ze de weg niet kunnen vinden naar de Dam.
- 25 - Jan van Wittem dient zijn ontslag in als militair gouverneur van Maastricht, omdat de Staten-Generaal hem ondanks zijn herhaaldelijk aandringen geen versterkingen sturen.

december
- 13 - De "Golden Hinde" is het schip waarmee Sir Francis Drake in 34 maanden als eerste Engelsman om de wereld zeilt. De expeditie vertrekt met vijf schepen, maar nog voor men Vuurland bereikt is er nog maar één over.
- 20 - Tijdens een brand in het Dogepaleis in Venetië gaat het grootste deel van het werk dat Titiaan maakte voor de Venetiaanse overheid verloren.

zonder datum
- Er breekt een veiliger tijdperk aan voor de protestanten in Vlaanderen. Er doet zich een calvinistische staatsgreep voor in verschillende delen van Vlaanderen. Tijdens die staatsgreep worden verschillende Spaansgezinde kerkelijke en wereldlijke gezagsdragers gevangengenomen.
- In Rome wordt de eerste kunstacademie gesticht, de "Accademia di San Luca".
- In Florence wordt het door Bartolommeo Ammannati gebouwde Palazzo Giugni afgewerkt.
- De lama Sönam Gyatso introduceert het Boeddhisme in Mongolië.

## Bouwkunst

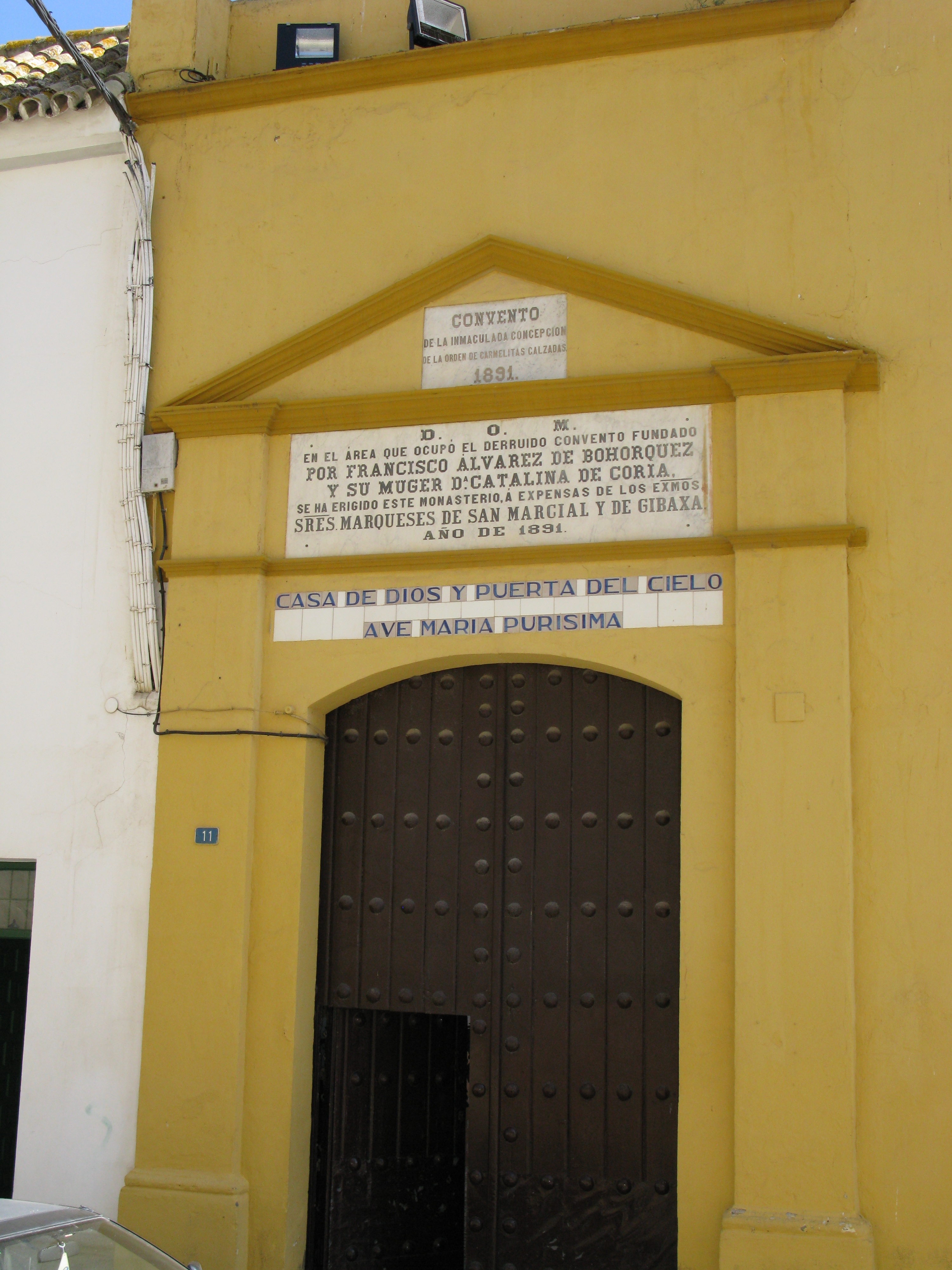
Convento Purisima Concepcion, Sevilla (1577)

## Geboren
februari
- 17 - August van Saksen-Lauenburg, hertog van Saksen-Lauenburg (1619-1656) (overleden 1656)

maart
- 26 - Elisabeth van Oranje, gravin van Nassau (overleden 1642)

april
- 12 - Christiaan IV van Denemarken, koning van Denemarken en Noorwegen (overleden 1648)

juni
- 28 - Pieter Pauwel Rubens, Vlaamse barokschilder (overleden 1640)

september
- 24 - Johan Casimir van Nassau-Gleiberg, graaf van Nassau-Gleiberg (overleden 1602)
- 24 - Lodewijk V van Hessen-Darmstadt, oudste zoon van landgraaf George I van Hessen-Darmstadt en Magdalena van Lippe (overleden 1626)

oktober
- 1 - Fidelis van Sigmaringen, Duits jurist, missionaris en martelaar (overleden 1622)
- 6 - Ferdinand van Beieren, Duits bisschop van verschillende vorstendommen (overleden 1650)
- 17 - Cristofano Allori, Italiaans kunstschilder (overleden 1621)

november
- 10 - Jacob Cats, Nederlands dichter, jurist en politicus (raadpensionaris) (overleden 1660)
- 25 - Piet Hein, Nederlands luitenant-admiraal en WIC-commandant (overleden 1629)

datum onbekend
- Simon de Danser, Nederlands kaper en piraat (overleden 1611)
- Johan van Duvenvoorde, voorname Hagenaar uit de 17de eeuw (overleden 1645)
- Johan Georges van Hohenzollern-Hechingen, zoon van Eitel Frederik IV van Hohenzollern-Hechingen en van Sibylla van Zimmern (overleden 1623)
- Johannes Lydius,  theoloog en predikant (overleden 1643)
- Roberto de Nobili, jezuïet (overleden 1656)
- Antonius Triest, bisschop van Brugge en Gent (overleden 1657)
- Gerardus Vossius, Nederlands protestantse theoloog, taalkundige, geschiedkundige en humanist (overleden 1649)
- Adam Willaerts, Nederlands schilder (overleden 1664)

## Overleden
februari
- 26 - Erik XIV van Zweden (43), koning van Zweden

december
- 18 - Anna van Saksen (32), tweede echtgenote van Willem van Oranje